# Віняви
Віня́ви — село в Україні, у Львівському районі Львівської області. Населення становить 17 осіб. Орган місцевого самоврядування — Пустомитівська міська рада (до реформи децентралізації у 2020 році належало до Семенівської сільської ради Пустомитівського району)/
Віняви розташована у більшій мірі на схилах пагорбів та в долині потоку Щирка, який ще раніше називали Бережанка. Документально  Вінява згадується вперше у 1787 р. Назва пішла від власника села Милошовичі Венявського (гербу Венява) (укр. транскрипція Вінява) Рох Юзеф Венявський — генерал-майор військ коронних регіменту кінного булави польової коронної, підчаший Перемиський. З 9 червня 1748 року у його власності було війтівство у селі Поршна. Дружина Венявського Уршуля походила з роду Шембеків.
Герб Венява
Об'єднані цим гербом і такі відомі особистості як: Зубрицький Денис Іванович (Денис Венява з Зубриця, 1777—1862), котрий походив із старовинного дворянського роду, відомий галицько-російський вчений та Станіслав Лещинський? король Польщі (1704—1711, 1733—1734), а пізніше останній герцог Лотарингії (1737—1766), воєвода Познанський (1699), котрий народився у м. Львові.
На Віняві ніколи не було маєтку з палацом, але підданим селянам було дозволено корчувати дерева та чагарники на певній ділянці лісу Деревач, яка на цей час була у власності Венявських. Мабуть звідси і назва?
У 1786 році тут налічувалося 8 господарств, власниками яких були: Федько Швець, Ясько Шиманський, Францішек Шиманський, Тимко Стефанів, Микола Гой, Яндрух Лялюк, Тимко Гой, Петро Шиманський. У 1792 р. на Віняві продовжували корчували ліс, а до 1820 р. тут вели господарку 14 родин.
Від 1786 до 1821 року, з метою побудови хат і господарських будинків, а також під городи і поля, було викорчувано 18 моргів 193 сажні лісу. На неужитих та мокрих грунтах, де росли корчі, проводилось осушення грунту та викорчовування чагарників, очищення від каміння. Частина  обшару двірського зі сторони Віняви мала назву «сіножаті під  Деревачом».
У вересні 1957 року відомі вчені  К. А. Татаринов, С. І. Пастернак, С. П. Коцюбинський та у травні 1959 року — К. А. Татаринов, Я. А. Послушна, В. І. Гаврилишин  оглянули і дослідили старий піщаний кар'єр, що розташований  на західній окраїні Опілля, поблизу хутора Вінява. Всього віднайдено 280 кісткових фрагментів різноманітних більших і менших викопних ссавців, а також птахів. Перше місце серед представників вінявської пізньо-плейстоценової фауни займають печерні гієни. У межах України такої кількості цих хижаків в захороненнях викопних тварин раніше не знаходили. На основі аналізів вченими зроблено висновок, що ці останки належать підвиду (Crocuta spelaea Goldf), котрий є найбільш специфічним. Склад фауни вінявського місцезнаходження свідчить про перевагу в пізньому плейстоцені на заході Опілля в долині пра–Щирки карстового рельєфу, відкритих просторів і лугової рослинності.
Топонім «Лебедин» пов'язують з легендарним народом пелазгів, що мешкав колись по всій Європі. Є гіпотеза,що в Україні пелазги жили у 4-3 тисячолітті до Р. Х. і що вони належали до трипільської культури. Десь з цих часів і зачепилася назва «Лебедин». Місто — не місто, а городище тут могло бути. На те, що тут було поселення, вказує печерний храм над яром, про який майже ніхто не знає. Він нагадує печерні храми в селі Діброва біля Стільсько. На фасаді печери є отвори, які могли бути або голосниками, або місцем де кріпилися дерев'яні балки.
У 2019 році між селами Хоросном і Деревачем на хуторі Віняви Львівської області обстежено печерну пам'ятку з двома ярусами внутріскельних гротів і порожнин, окремі з яких зберегли сліди підтісувань, врубів, поодинокі наскельні зображення (петрогліфи) та інше, що дозволяє вбачати в ній культовий характер (можливо, викуті келії давньої чернечої обителі). Пам'ятка міститься на краю крутого схилу лісового масиву Деревач біля присілка Вінява. Частину скельних порожнин місцеве населення використовує для скидання побутових відходів, будівельного сміття тощо.
У 2022 році в селі Віняві зареєстровано громадську організацію «Вінявські пагорби» для популяризації села та сворення нового туристичного магніту у Львівській області.
У червні 2024 року відкрилось лавандове поле «Лавандові пагорби» яке висадили Андрій Жидачек та Маріанна Орлович. Поле розташоване на висоті 322 метри над рівнем моря, що робить його найвищим лавандовим полем у Львівській області. Це надзвичайно мальовниче місце з трьох сторін яке оповите лісом, а з четвертої сторони відкривається прекрасний краєвид в сторону Карпатських гір, при гарній погоді є можливість навіть побачити ці самі гори. На території висаджено близько 28 тис. кущів лаванди англійської вузьколистої, початок цвітіння припадає на липень місяць. На території знаходиться кілька локацій для ваших фото, торгівельний кіоск, дитяча зона, зона для відпочинку, можлива оренда поля для проведення заходів чи ранкових та вечірніх фотосесій, також можна придбати саджанці лаванди, чи вироби з лаванди.
20 липня 2025 року туристичну локацію Лавандові пагорби  зафіксували нове досягнення у Національному реєстрі рекордів України — найбільше лавандове поле, розташоване на території древнього городища - представниками Книги рекордів України.

## Агротуристичний кластер «ГорбоГори»[ред. | ред. код]
Агротуристичний кластер «ГорбоГори» створений в 2017 році з ініціативи місцевих фермерів, в тому числі учасників АТО, органів місцевої і обласної влади, наукових і навчальних установ на території 3 сільських рад Пустомитівського району (тепер, після реформи децентралізації зосереджений на території Пустомитівської ОТГ та Солонківської ОТГ), зокрема у с. Віняви буде споруджено туристичний комплекс «Місто майстрів». Мета кластеру — забезпечення сталого розвитку території названих громад через розбудову інфраструктури, маркетинг альтернативних видів сільського підприємництва та бізнесу в межах агротуристичного кластера. CEO проєкту «ГорбоГори» у 2021 році призначено Андрія Жидачека.
Велосипедний маршрут: Пустомити — Радвань — Семенівка — Милошовичі — Віняви — старий кар'єр — Хоросно — Раковець. Шлях починається в центрі Пустомитів. Другою його локацією є хутір Радвань — осередок агротуристичного кластеру «ГорбоГори» і найвища місцина маршруту (320 м над рівнем моря). Далі маршрут пролягає через річку Ставчанку, муровану церкву святого Іллі та пам'ятку національного значення — побудовану 1718 року дерев'яну церкву архистратига Михаїла. У селі Милошовичі можна відвідати церкву Стрітення 1820 року. Поблизу наступного пункту, села Віняви, є відкрита для туристів козяча ферма «Добре діло». Тут також розташований старий кар'єр і печери — дві чудових фотолокації. Завершується маршрут у селі Раковець, яке відоме джерелом та великою кількістю пасік.

## Трагедія
Після Тарасівської трагедії по селах почала організовуватися Народна Самооборона. Вночі виставляли вартових, декотрі люди рили собі криївки. Проте Самооборона була слабкою, не у всіх була зброя, вона не змогла протистояти збройній АК, не змогла встерегти наші села від нападу поляків. Так, в ніч 22 липня 1944 року поляки з Семенівки, криючись поміж кущами вздовж річки Щирки, підійшли до хутора Вінява. На варті стояв Степан Хомський, він перший став жертвою, йому перерізали горло. Знищивши вартового, поляки почали напад на хутір, банда почала палити хати, грабувати, стріляти по людях, люди почали втікати до лісу… Зранку ми побігли на хутір, де побачили лише одні згарища. Зайшовши в одну уцілілу хату, побачила в сінях в кутку лежало двоє побитих дітей, їхня мати прострелена, ще жива, стогнала на ліжку, а їх батька, який був на варті, живим кинули в палаючу стодолу… В той час на хуторі було вбито 13 осіб, спалено 9 хат і 23 господарські будівлі.

## Галерея

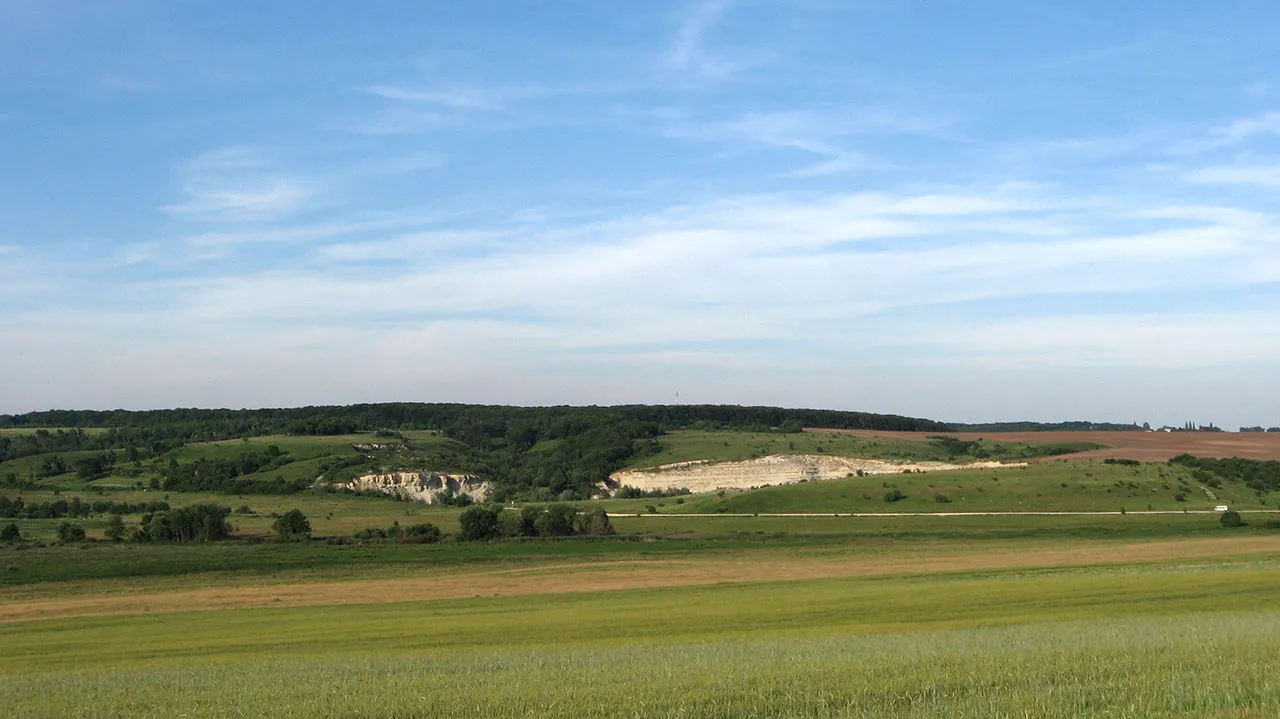
Пейзаж на Віняву

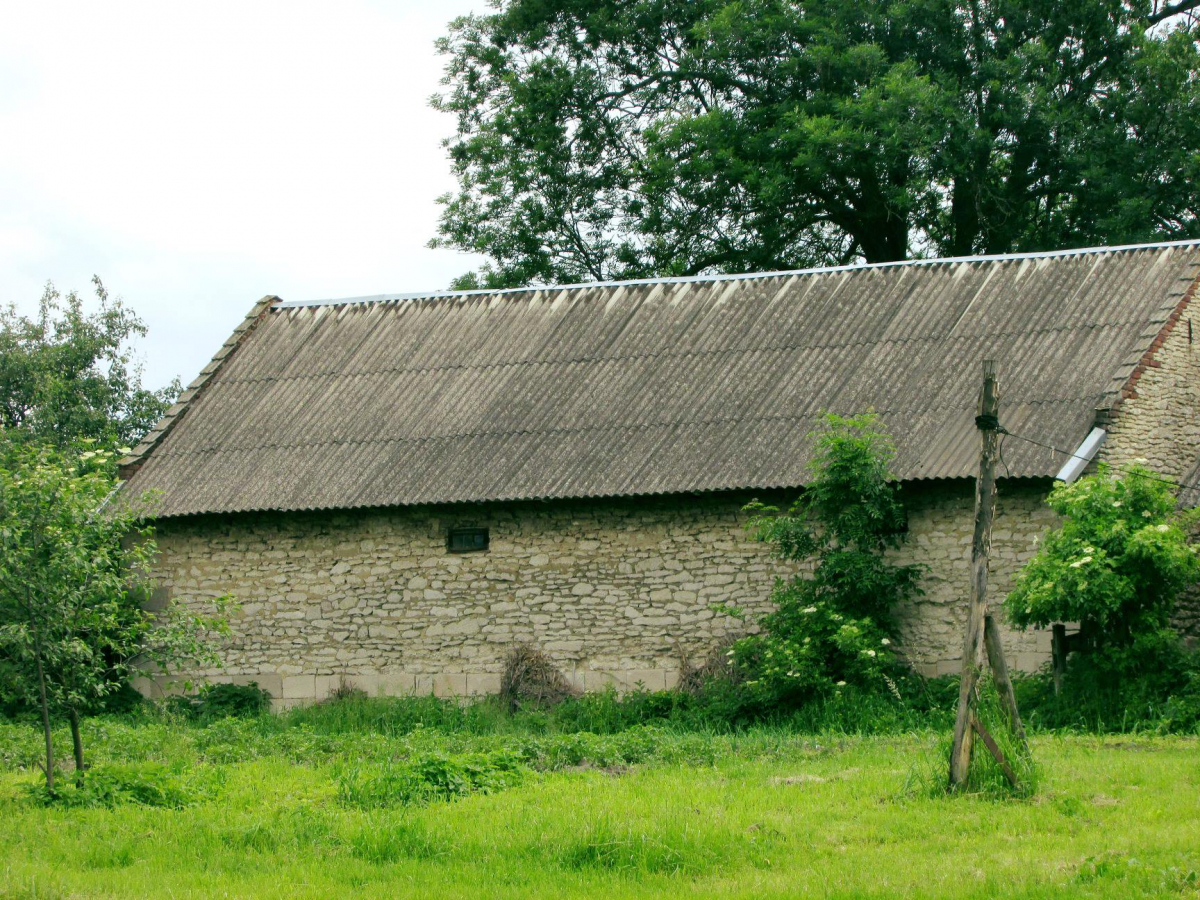
Будинок у Віняви

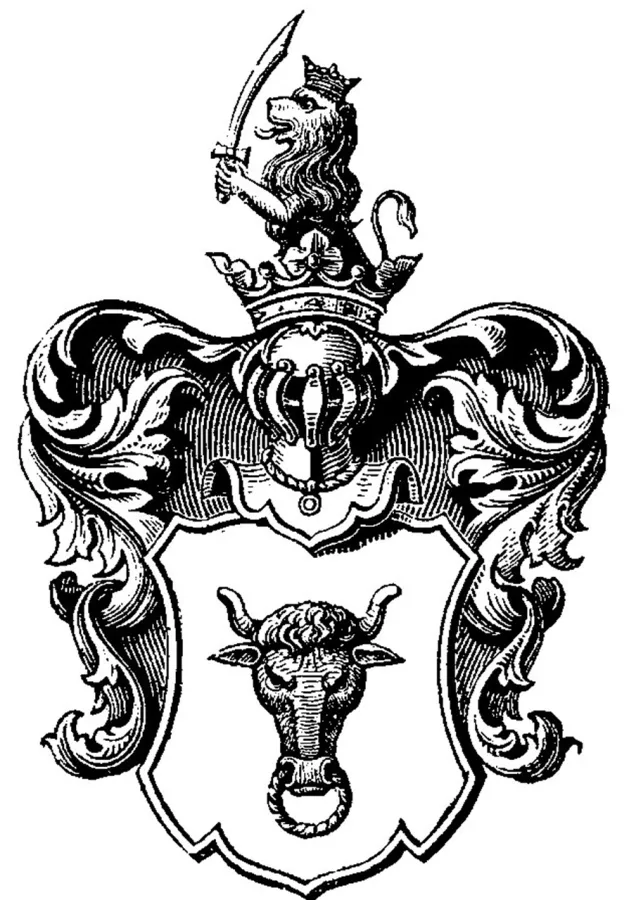
Герб Венява

## Населення
За даними Всеукраїнського перепису населення 2001 року, у селі мешкало 17 осіб. Мовний склад села був таким:
| Мова       | Число ос. | Відсоток |
| ---------- | --------- | -------- |
| українська | 17        | 100      |